# Чайка, Владимир Кириллович
Владимир Кириллович Чайка (р. 1938) — доктор медицинских наук, член-корреспондент Национальной академии медицинских наук Украины (2003), заслуженный деятель науки и техники Украины (1993). Герой Труда Донецкой Народной Республики (2018). Заслуженный врач Донецкой Народной Республики. Генеральный директор Донецкого регионального центра охраны материнства и детства.Избран членом-корреспондентом РАН 29 мая 2025 года. ..

## Биография
Родился 14 января 1938 года.
Окончил Донецкий национальный медицинский университет им. М. Горького, где с 1986 года является заведующим кафедрой акушерства, гинекологии и перинатологии с курсом детской гинекологии факультета интернатуры и последипломного образования Донецкого национального медицинского университета им. М. Горького. Учился у профессора А. А. Вишневского и является его последователем. В 1982 году получил степень доктора медицинских наук. С 1985 года имеет звание профессора.
С 1992 года руководит Донецким региональным центром охраны материнства и детства, где под его руководством был создан первый на Донбассе центр экстракорпорального оплодотворения.
В 1993 году получил звание «Заслуженный деятель науки и техники Украины». В 1998 году стал лауреатом премии Академии медицинских наук Украины.
6 ноября 2003 года был избран членом-корреспондентом Академии медицинских наук Украины по специальности акушерство и гинекология.
Главный редактор журнала «Медико-социальные проблемы семьи». Президент Украинской ассоциации инфектологов в акушерстве и гинекологии, вице-президент Украинской ассоциации акушеров-гинекологов, президент Донбасской ассоциации «Здоровье и семья».
В 2005 году Владимиру Кирилловичу было присвоено звание Почётный гражданин Донецка. Депутат Донецкого областного совета 5 созыва, состоит в комиссии по вопросам экономической политики, бюджета и финансов.
Продолжает работу в Донецком областном совете 6 созыва (по состоянию на декабрь 2019 года - Член комиссии по вопросам экономической политики, бюджета и финансов). Избран по одномандатному избирательному округу в Волновахском районе.
Соавтор ряда патентов Российской Федерации:
- Способ профилактики и лечения осложнений гестагенной терапии и контрацепции[5]
- Способ комплексного лечения острого пиелонефрита родильниц[6]
- Способ диагностики синдрома поликистозных яичников у девочек-подростков[7]
- Способ хирургического лечения атрезии гимена при гематокольпосе у девочек в пубертатном периоде[8]
- Способ оценки степени тяжести синдрома склерокистозных яичников у девочек- подростков[9]
- Способ лечения ювенильного маточного кровотечения[10]
- Способ лечения хронического кандидозного вульвовагинита[11]
- Способ прогнозирования первичной аменореи у девочек- подростков[12]

## Награды
- Герой Труда Донецкой Народной Республики (2018)[13].
- Заслуженный деятель науки и техники Украины (1993).
- Заслуженный врач Донецкой Народной Республики.